# Cue (Western Australia)
Cue ist ein Ort in der Mid-West-Region des australischen Bundesstaates Western Australia, der etwa 620 km nordöstlich von dessen Hauptstadt Perth liegt. Beim Zensus 2016 zählte Cue 178 Einwohner. Der Ort ist auch unter dem Spitznamen Queen of the Murchison bekannt. Cue wird durch den Cue Shire verwaltet, der seine Räumlichkeiten im historischen Gebäude des Gentlemans Club hat. Der aktuelle Präsident ist Ross Pigdon. Das Cue Parliament tagt zweimal jährlich im Mai und November.

## Geschichte
1892 wurde in der Nähe des heutigen Cue Gold gefunden, es ist jedoch unklar, wer den ersten Fund machte. Michael Fitzgerald und Edward Heffernan sammelten 260 Feinunzen, nachdem ein Aborigine, der 'Governor' genannt wurde, ihnen einen Nugget gab. Tom Cue reiste nach Nannine um seinen Claim zu registrieren. Der Ort wurde 1893 offiziell gegründet und nach Tom Cue benannt.
Innerhalb des ersten Jahres wurde 8 südlich auch der Ort Day Dawn gegründet, der sich von nun an gemeinsam mit Cue entwickelte.
1895 operierten im Ort sieben zehnköpfige Stampfwerke: Cue Public Battery, Cue One Proprietry, Kangaroo, Lady Mary Amalgamated, Red, White and Blue, Rose of England, Reward und Cue Victory.
Die erste Wasserversorgung des Ortes war ein Brunnen in der Mitte der Hauptstraße; nach einem Typhus-Ausbruch wurde der Brunnen mit einer Rotunde abgedeckt. Die Wasserversorgung wurde durch einen neuen Brunnen ersetzt, der nahe dem Lake Nallan gegraben und dessen Wasser 20 km bis zum Ort gekarrt wurde.
Im Jahr 1900 existierte zwischen Cue und Day Dawn ein Krankenhaus und ein Friedhof; zudem gab es in den zwei Orten drei Zeitungen. Die Rivalität der beiden Orte befeuerte ein diverses Sportleben in der Gegend: Rad- und Pferderennen-Vereine organisierten regelmäßige Veranstaltungen, zu denen Wettkämpfer aus so weit entfernten Orten wie Perth oder Kalgoorlie anreisten.

## Eisenbahn
Cue war ab 1898 die Endstation der Northern Railway, bis die Strecke knapp zehn Jahre später bis Meekatharra verlängert wurde. Außerdem war Cue der Knotenpunkt für die abzweigende Strecke nach Big Bell. Die Strecke wurde 1978 geschlossen.

## Bevölkerung
Um 1900 war Cue mit einer Einwohnerzahl von etwa 10.000 das Zentrum der Murchison-Goldfelder. Als der Erste Weltkrieg jedoch die Männer von den Goldfeldern in die Armee zog, schlug sich dies auf die Goldstädte nieder; der Nachbarort Day Dawn wurde komplett aufgegeben. Nach dem Krieg wurden viele Minen nicht wiedereröffnet, was den Rückgang der Bedeutung von Cue als ein großes Bevölkerungszentrum einläutete. Mit der Weltwirtschaftskrise und dem Verfall des Goldpreises fiel die Einwohnerzahl Cues bis 1933 auf unter 500, aktuell liegt sie bei etwa 200.

## Wirtschaft
Der Hauptarbeitgeber ist die Crosslands-Eisenerzmine westlich des Ortes. In der Verwaltung des Cue Shire sich zehn Mitarbeiter beschäftigt. Die meisten anderen Einwohner sind Goldsucher oder in der Tourismus- oder Schafzucht-Branche selbstständig.

## Sehenswürdigkeiten
Cue wurde kürzlich als eine Stadt mit signifikantem historischen Wert in die Denkmalliste aufgenommen. Die Hauptstraße hat sich seit ihrer Erbauung nur wenig verändert und einige Gebäude des Ortes sind an sich Sehenswürdigkeiten.

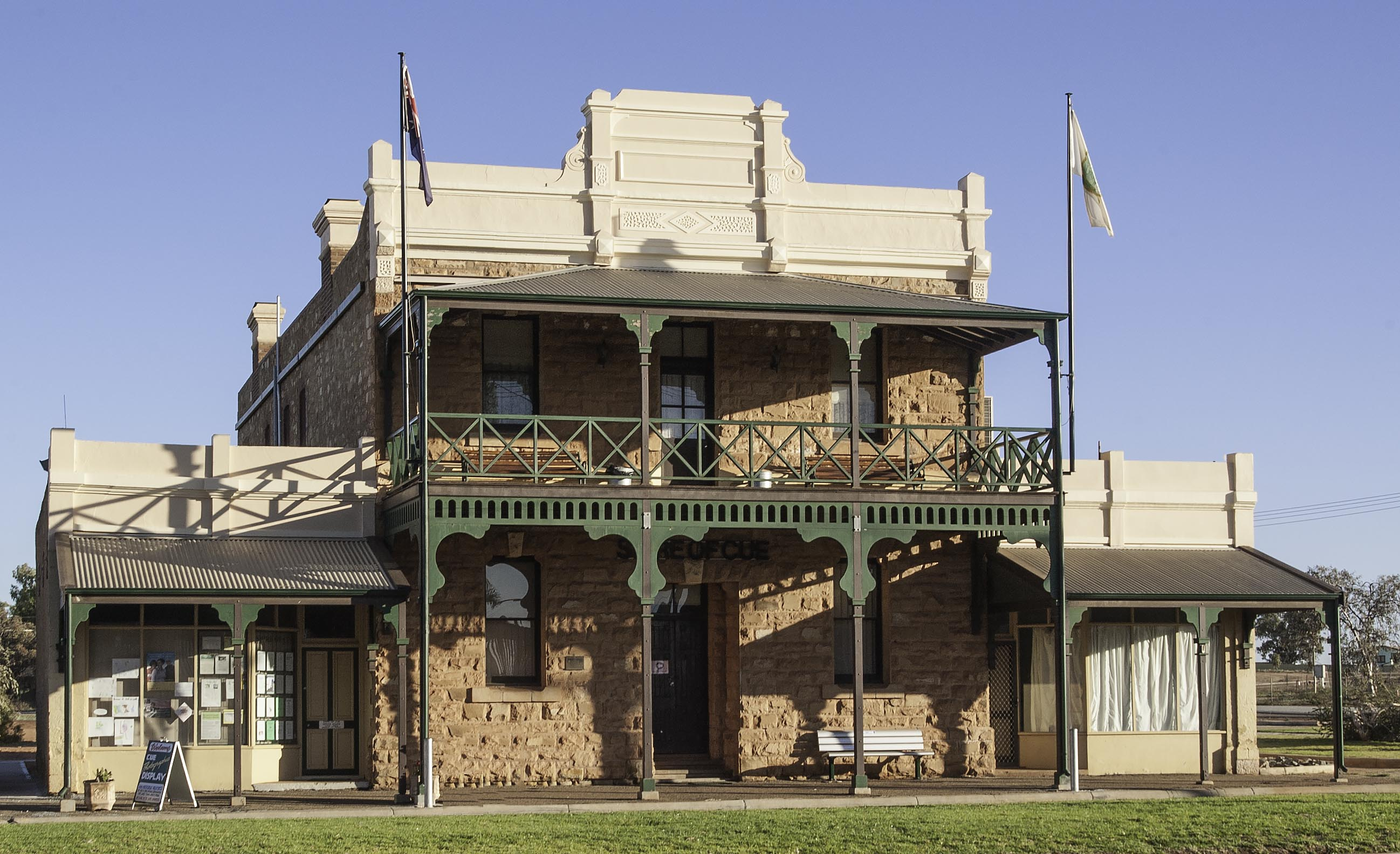
Gebäude es Cue Shire
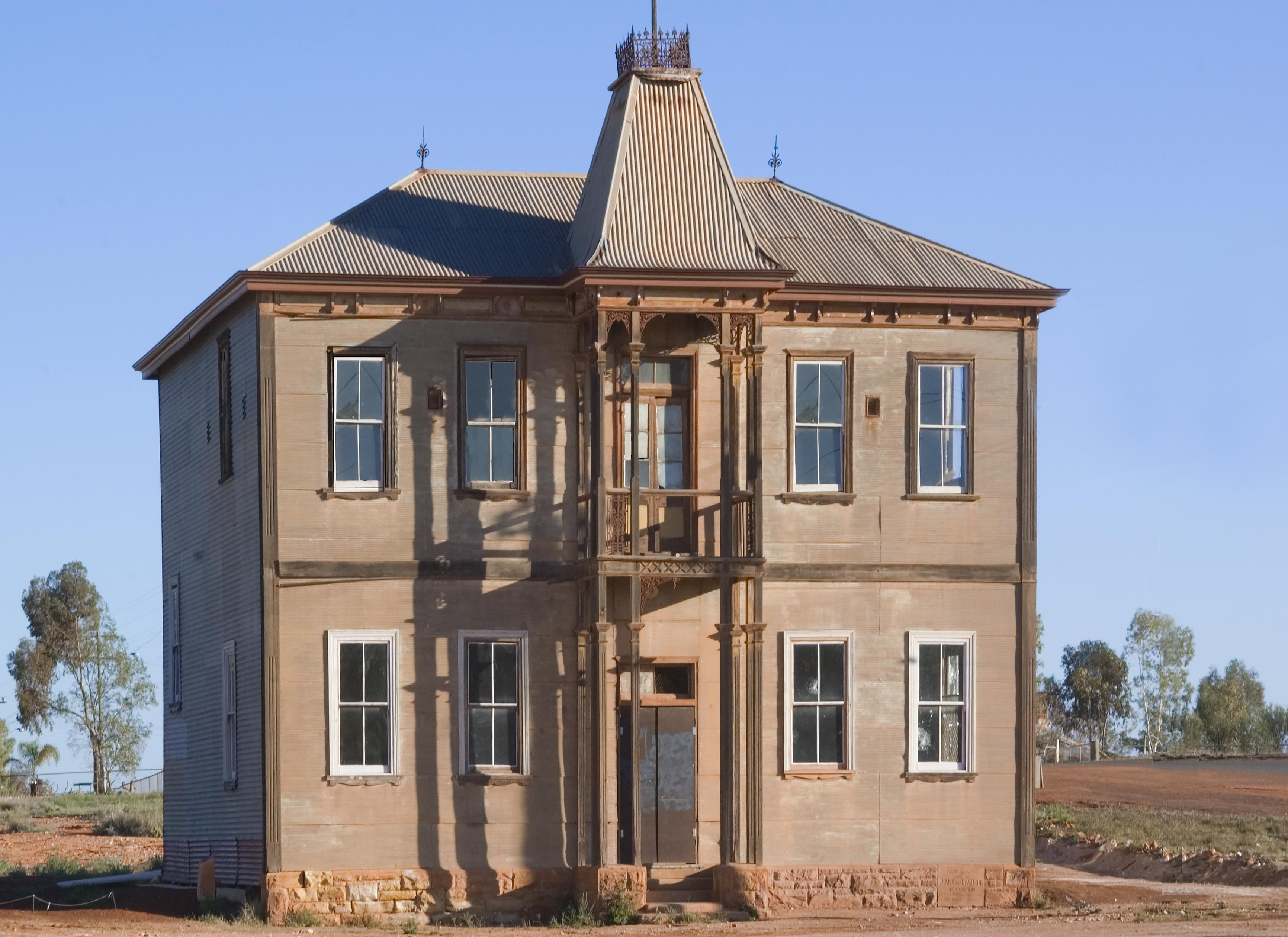
Ehemalige Freimaurerloge
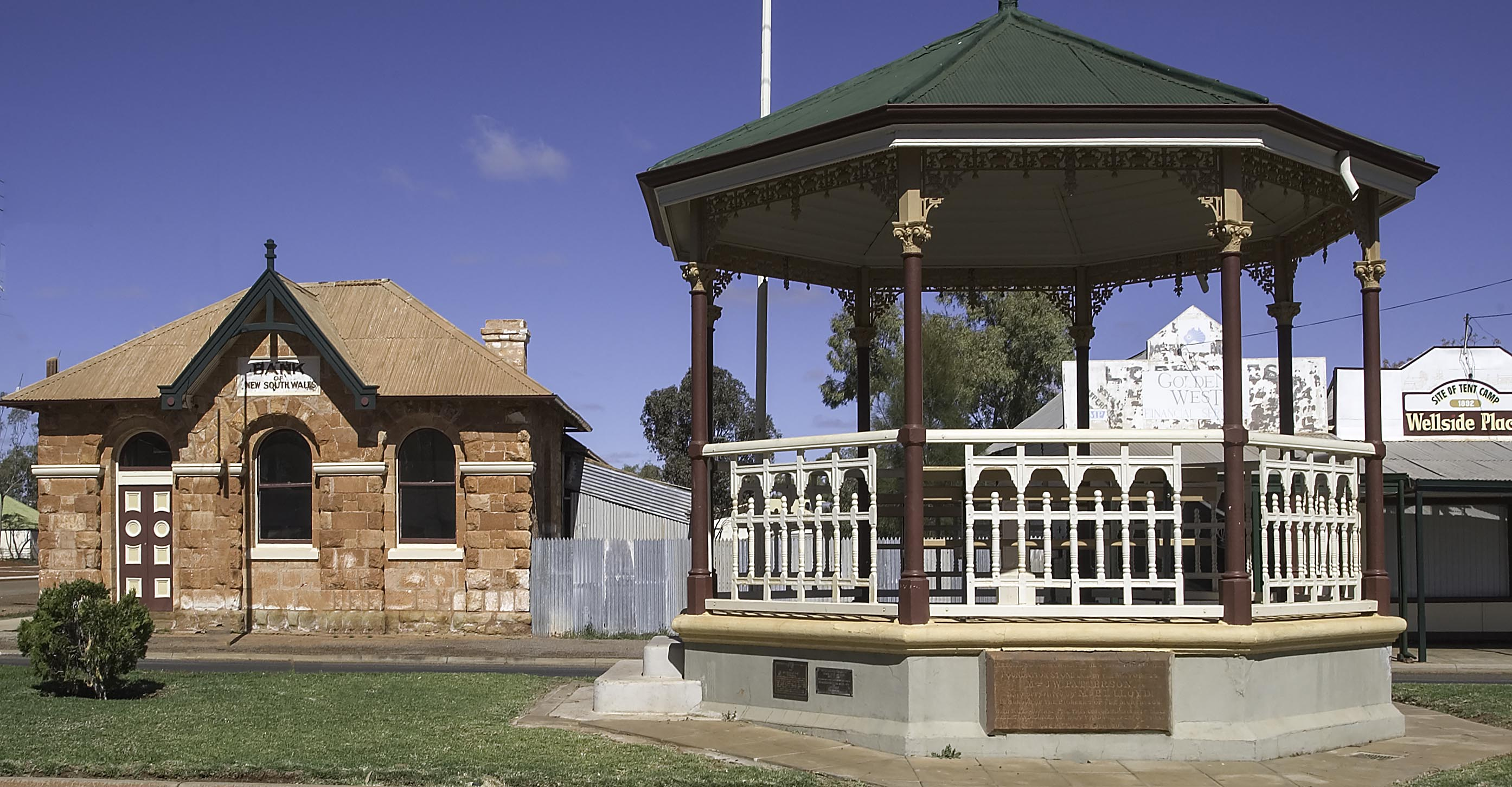
Rotunde und ehemalige Bank
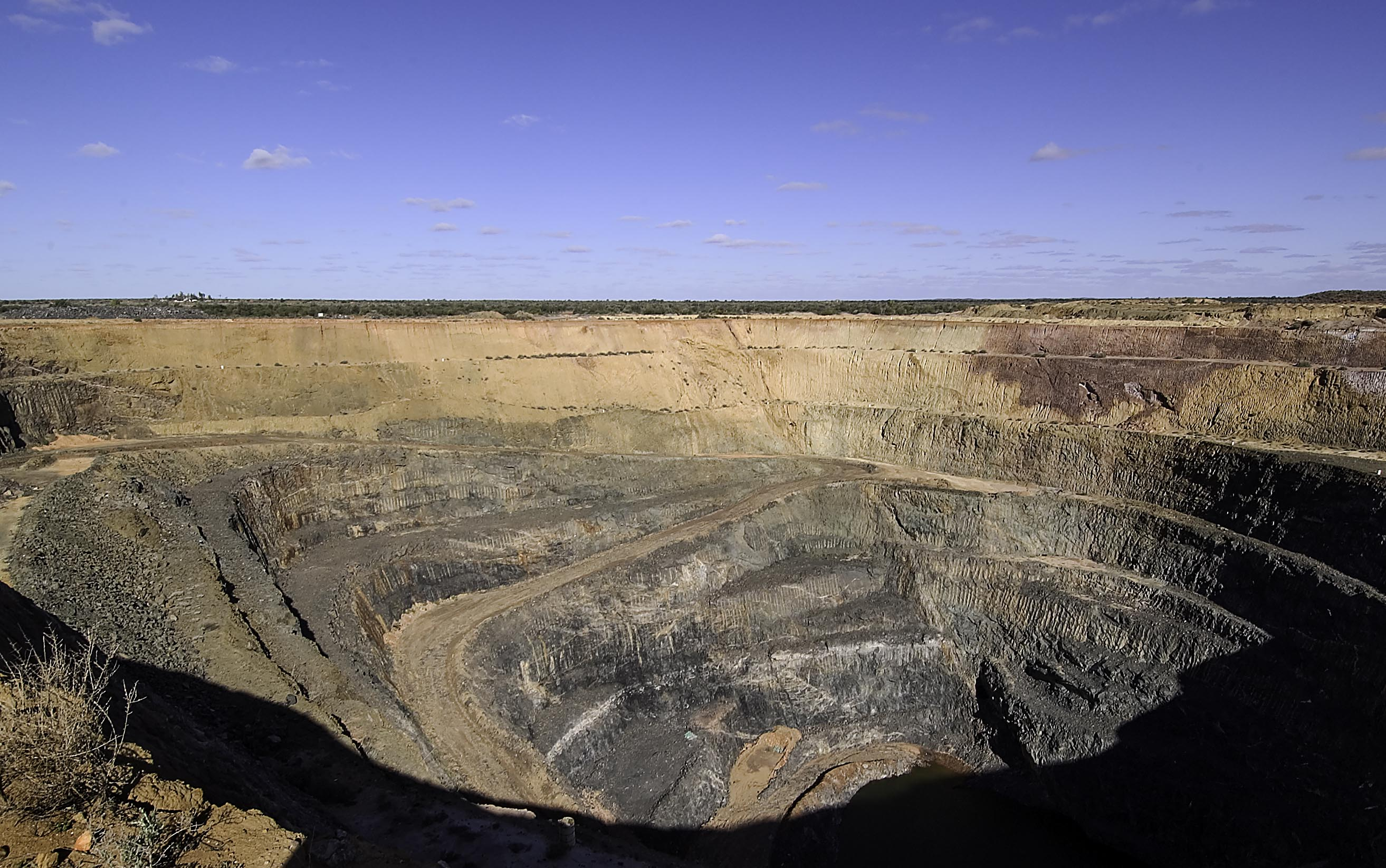
Day Dawn Great Fingal Mine
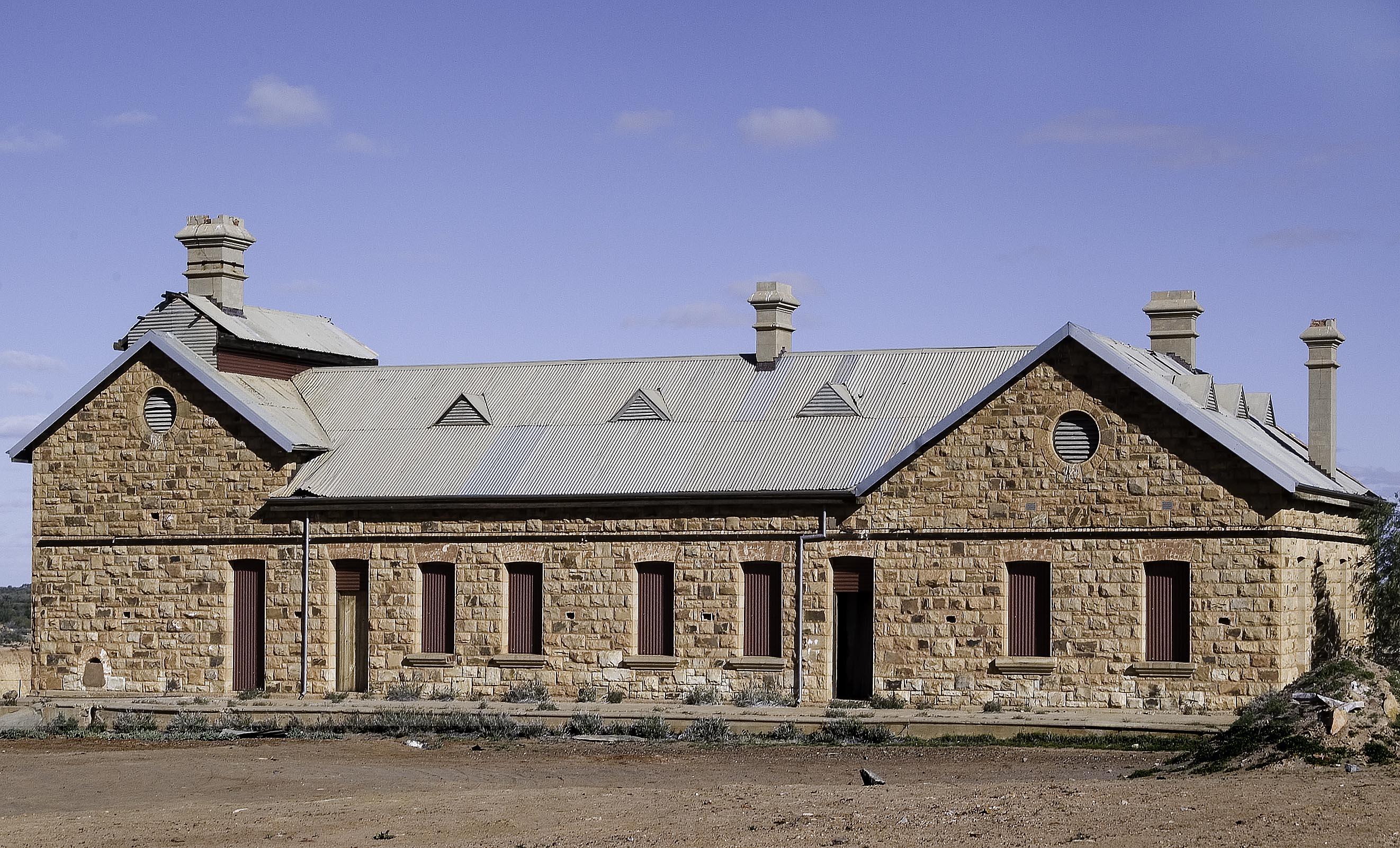
Büros der Day Dawn Mine

## Klima
Cue hat ein semiarides Klima mit heißen Sommern und milden bis kühlen Wintern.
Die Region ist ein Risikogebiet für Überschwemmungen: Nachdem 1912 eine Dürre herrschte, fielen 1913 innerhalb eines Tages 55 mm Regen, was Überschwemmungen, Auswaschungen und andere Sturmschäden zur Folge hatte. Unter anderem brach der alte Cue Battery Dam unter dem Druck der Wassermassen, nachdem er nur Monate zuvor repariert worden war. 1925 gab es nach heftigem Regen – 66 mm in zwei Tagen – ebenfalls Überflutungen, durch die mehrere Gebäude in sich zusammen fielen.
|                       | Jan  | Feb  | Mär  | Apr  | Mai  | Jun  | Jul  | Aug  | Sep  | Okt  | Nov  | Dez  |   |       |
| Mittl. Tagesmax. (°C) | 37,8 | 36,7 | 34,0 | 29,0 | 23,2 | 19,1 | 18,4 | 20,4 | 24,6 | 28,3 | 32,8 | 36,2 | ⌀ | 28,3  |
| Mittl. Tagesmin. (°C) | 22,8 | 22,4 | 20,1 | 15,8 | 11,1 | 8,2  | 6,9  | 7,7  | 10,1 | 13,1 | 17,2 | 20,7 | ⌀ | 14,6  |
|                       |      |      |      |      |      |      |      |      |      |      |      |      |   |       |
| Niederschlag (mm)     | 27,5 | 29,5 | 24,6 | 18,9 | 24,7 | 28,0 | 25,4 | 16,8 | 6,8  | 6,6  | 8,9  | 15,2 | Σ | 232,9 |
|                       |      |      |      |      |      |      |      |      |      |      |      |      |   |       |
| Regentage (d)         | 3,1  | 3,4  | 3,3  | 3,2  | 4,4  | 5,9  | 5,7  | 4,4  | 2,1  | 1,8  | 1,9  | 2,6  | Σ | 41,8  |

| 22,8 |

| 22,4 |

| 20,1 |

| 15,8 |

| 11,1 |

| 8,2 |

| 6,9 |

| 7,7 |

| 10,1 |

| 13,1 |

| 17,2 |

| 20,7 |

| 22,8 |

| 22,4 |

| 20,1 |

| 15,8 |

| 11,1 |

| 8,2 |

| 6,9 |

| 7,7 |

| 10,1 |

| 13,1 |

| 17,2 |

| 20,7 |

| N i e d e r s c h l a g | 27,5 | 29,5 | 24,6 | 18,9 | 24,7 | 28,0 | 25,4 | 16,8 | 6,8 | 6,6 | 8,9 | 15,2 |
|                         | Jan  | Feb  | Mär  | Apr  | Mai  | Jun  | Jul  | Aug  | Sep | Okt | Nov | Dez  |